# Abrdn Private Equity Opportunities Trust
Abrdn Private Equity Opportunities Trust plc. (ehemals Standard Life Private Equity Trust) ist eine britische Investmentgesellschaft mit Sitz in Edinburgh. Die Gesellschaft investiert in Private-Equity-Fonds und führt Direktinvestitionen in private Unternehmen an der Seite von Private-Equity-Managern durch. Die Gesellschaft investiert in etablierte Unternehmen vor allem durch Management-Buy-out-Transaktionen. Das Portfolio umfasst rund 50 aktive Private-Equity-Fonds mit einem zugrunde liegenden Portfolio von über 600 Privatunternehmen. Der Schwerpunkt der Investitionen liegt in Europa. Der geografische Umfang umfasst Nordamerika, das Vereinigte Königreich, Deutschland, die Benelux-Länder, die nordischen Länder, Frankreich u. a. Zu den Anlagesektoren des Unternehmens gehören Gesundheitswesen, Technologie, Basiskonsumgüter, Finanzwerte und Sonstige.
Das Unternehmen änderte im April 2022 seinen Namen von Standard Life Private Equity Trust in Abrdn Private Equity Opportunities Trust.
Das Unternehmen ist an der Londoner Börse gelistet und Teil des FTSE 250 Index.
Im Januar 2024 beliefen sich die verwalteten Mittel auf insgesamt ca. 730 Mio. Pfund.
Der Fonds wird von Standard Life Capital Partners gemanagt.

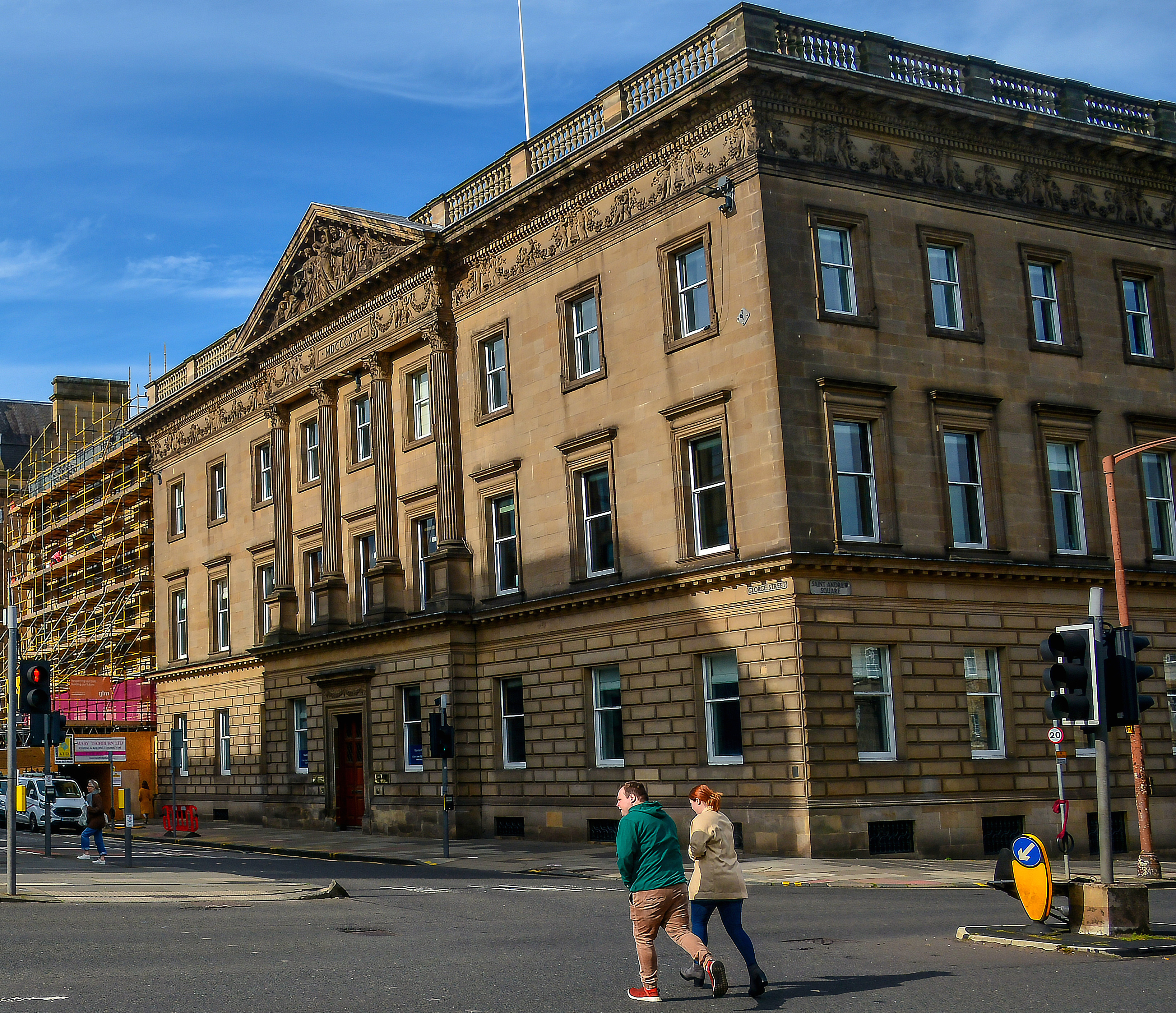
Abrdn Zentralverwaltung in Edinburgh – George Street 1